# Dolmen de La Capilleta
Le Dolmen de La Capilleta est un site mégalithique situé dans la municipalité de Pauls de Sasa, dans la province de Huesca, en Aragon, en Espagne,.

## Description
Le dolmen de La Capilleta, daté du IIIe millénaire av. J.-C., est situé sur une petite colline. Partiellement détruit par les travaux agricoles, il conserve deux orthostates affaissés qui encadraient la chambre funéraire. L'un d'eux porte une inscription circulaire sur sa face interne. Lors des fouilles de 1987, un riche mobilier archéologique, composé de pointes de flèches en silex et de pendentifs en pierre et en os a été découvert.